# Zemskij sobor

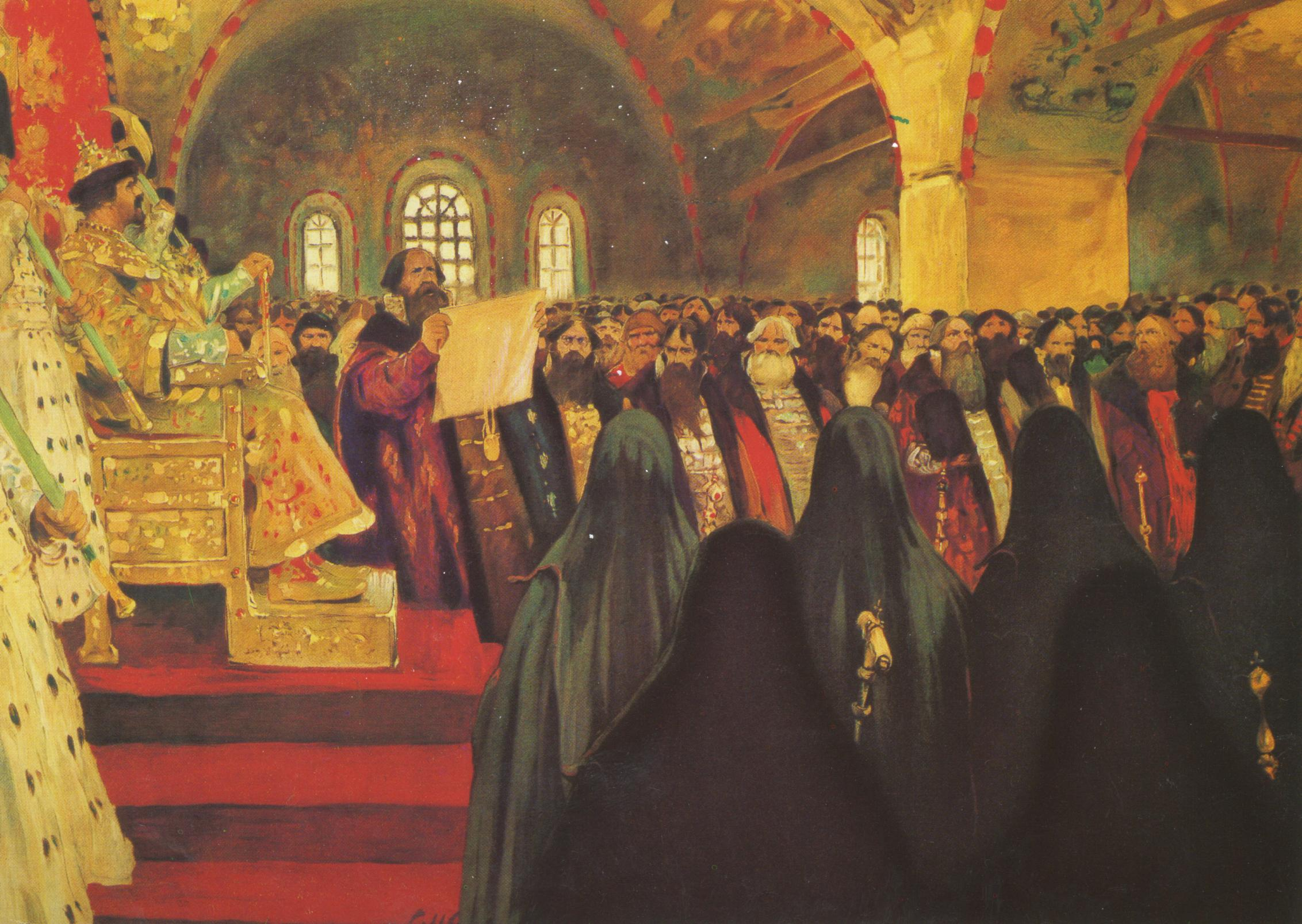
Målningen Zemskij sobor av Sergej Ivanov.

Zemskij sobor (ryska: зе́мский собо́р) var det första ryska ståndsparlamentet under 1500- och 1600-talen. Termen kan grovt översättas med "landsmöte". Dessa riksdagar kunde sammankallas av tsaren, patriarken eller bojarduman.